# Helen Buchholtz
Charlotte Helen Buchholtz (Esch-sur-Alzette, Luxemburg, 24 de novembre de 1877 - Luxemburg, 22 d'octubre de 1953) va ser una compositora luxemburguesa. La seua obra està formada principalment per lieder i peces per a piano, amb un estil romàntic tardà.

## Biografia
Helen Buchholtz va nàixer a Esch-sur-Alzette, la segona ciutat més poblada de Luxemburg, situada al sud del país. Provenia de la família Escher-Buchholtz-Ettinger, una família adinerada propietària d'un comerç de ferramentes, articles per a la llar i materials de construcció. A més, son pare, Daniel Buchholtz, va ser fundador de la Cerveseria Buchholtz, de gran èxit en aquella època. Helen Buchholtz va aprendre música des d'una edat primerenca. Va rebre classes de piano, violí, solfeig i teoria musical a la casa de la seua família, ja que les societats musicals no acceptaven ensenyar música a les dones. Amb pocs anys ja interpretava obres musicals i escrivia algunes composicions. És probable que rebés alguna classe particular de Félix Kerin, en aquell moment el músic més conegut d'Esch i amic de la família.
Després d'acabar l'escola primària, va assistir a un internat femení a Longwy, França, on també van anar les seues germanes. En aquell internat donaven gran importància a l'educació musical, però només com una manera de crear un ambient de diversió i relaxació a la seua llar. En acabar l'estada a Longwy, va tornar a la casa familiar. En aquells anys la ciutat d'Esch va tenir un gran augment demogràfic, de manera que l'activitat cultural va augmentar en gran manera. La família assistia regularment a concerts privats, i és probable que Buchholtz demostrés el seu talent musical en alguna d'aquestes tertúlies.
L'any 1910 va morir el seu pare, i la cerveseria va ser heretada pel seu germà i el seu germanastre. No obstant, Helen tenia una quarta part de les accions, de manera que va tenir un calaix econòmic durant tota la seua vida. El 2 d'abril de 1914, amb 27 anys, es va casar a Metz amb un metge alemany anomenat Bernhard Geiger, i el matrimoni es va traslladar a Wiesbaden, Alemanya. Per a Buchholtz aquest trasllat va suposar un salt en el seu interès per la música, ja que a Wiesbaden va aprofitar per a assistir a òperes, teatres i sales de concerts. De fet, havia acordat amb el seu marit renunciar a la maternitat per a poder dedicar-se plenament a la interpretació i la composició. No obstant, al poc temps d'arribar a Alemanya va esclatar la Primera Guerra Mundial. Durant aquest període va enviar fins a set cartes a la seua família, tot i que no parlava de res relacionat amb la guerra, sinó exclusivament sobre la seua activitat musical. En aquell moment va publicar cinc lieder basats en textos de Lucien König. Un temps després va publicar dos lieder més, titulats "Die rote Blume (La flor vermella)" i "Die alte Uhr (El vell rellotge)", a més d'un Ave Maria.
El seu marit va morir sobtadament l'any 1921, i Buchholtz va tornar a Luxemburg. Tanmateix, no va tornar a Esch, sinó que va fixar la seua residència a la Ciutat de Luxemburg, al Boulevard Paul Eyschen. Allí va escriure la major part de la seua producció musical. Durant trenta-sis anys va estar tocant música, escrivint i estudiant altres obres musicals. El seu aprenentatge va ser majoritàriament autodidacta, tot i que va tenir contacte amb músics i escriptors de la zona, com Batty Weber i Willy Goergen. Va mantenir una correspondència amb Gustave Kahnt, a qui li enviava les seues composicions, i després ell les tornava amb correccions o suggeriments. Kahnt va dir en una carta que en general les seues obres eren «molt bones i que realment val la pena escoltar-les». Aquesta correspondència es va mantenir fins a l'any 1923, quan va morir Kahnt. Després va treballar amb Jean-Pierre Beicht, organista de la catedral de Luxemburg i mestre de cor, fins a la seua mort l'any 1925. Finalment, va treballar amb Fernand Mertens, director de la banda militar i professor del Conservatori de Luxemburg.
Durant la resta de la seua vida, només va publicar sis composicions més: dos lieder en luxemburgués, amb textos de Willy Goergen, el lied "Do'deg Dierfer", i tres cors per a veu masculines en alemany.
Helen Buchholtz va morir l'any 1953, poc abans de complir 76 anys. Les seues obres anaven a ser cremades, i de fet ja estaven embalades en bosses grans per a llançar-les al foc quan el seu nebot, François Ettinger, les va salvar i les va emmagatzemar en dues grans maletes, les quals van quedar guardades a la casa familiar durant molts anys. La seua obra va romandre desconeguda fins a l'any 1998, quan es van trobar aquestes dues maletes amb prop de 250 manuscrits musicals. Aquests manuscrits es conserven a l'arxiu Helen Buchholtz del CID/Fraen an Gender, (Centre d'Informació i Documentació/Dones i Gènere), una biblioteca de Luxemburg fundada l'any 1992, la qual conté més de 20.000 llibres, CDs, revistes i partitures de dones artistes, la gran majoria en alemany o francès.

## Obra
La major part de l'obra de Helen Buchholtz es va publicar de manera pòstuma. Durant la seua vida només va publicar vuit lieder, tres corals i set llibres de peces per a piano. Totes elles van ser publicades amb el nom de soltera de Helen Buchholtz, fins i tot durant el temps que va estar casada. Es té constància que alguna obra seua va ser interpretada en alguns concerts i també en la ràdio.
L'obra de Helen Buchholtz consta de:
- 53 lieder.
- 19 corals.
- 14 sonates per a piano.
- 38 peces variades per a piano.
- 8 obres simfòniques.
- 6 peces per a quartet de vent-fusta.